# منزل بيتهوفن
منزل بيتهوفين (أو كما يعرف عادة لودفيج فان بيتهوفن) هو المنزل الذي عاش فيه الموسيقار لودفيج معظم حياته. أصبَح المنزل الذي وُلِدَ فيه بيتهوفن معروفاً الآن بكونِه مُتحفاً ويقع في وسط مدينة بون يزوره اكثر من مئة الف (100000) شخص سنوياً. كما أصبح من الممكن أن يزوره أي شخص عن بعد ويراه بصورة ثلاثة الأبعاد (3D) من دون ان يسافر إلى بون (Bonn) عن طريق الانترنت